# Орлова, Светлана Юрьевна
Светла́на Ю́рьевна Орло́ва (урожд. Павлова; род. 23 октября 1954, Облучье, Еврейская АО, РСФСР, СССР) — советский и российский политик; аудитор Счётной палаты Российской Федерации с 23 ноября 2018.
Губернатор Владимирской области с 23 сентября 2013 по 8 октября 2018 (временно исполняющий обязанности губернатора Владимирской области с 24 марта по 23 сентября 2013). Проиграла во втором туре на выборах губернатора в 2018 году, уступив кандидату от ЛДПР В. В. Сипягину — 37,46 % и 57,03 % соответственно.
В прошлом — заместитель председателя Совета Федерации Федерального собрания Российской Федерации (2004—2013), депутат Государственной думы I и II созывов (1993—2000). В 2012—2018 годах — член бюро Высшего совета партии «Единая Россия». На основании решения, принятого делегатами XVIII съезда политической партии «Единая Россия» проходившего 7—8 декабря 2018 года, Светлана Орлова исключена из состава Высшего совета партии.

## Биография

### Приморье
Родилась 23 октября 1954 года в городе Облучье Еврейской автономной области в семье машиниста тепловоза. Окончила среднюю общеобразовательную школу № 70 г. Облучье (ныне — МБОУ «СОШ № 3 города Облучье им. Героя Советского Союза Ю. В. Тварковского»).
В 1977 году окончила Уссурийский государственный педагогический институт по специальности «филолог». После окончания института получила распределение в школу-интернат № 2 г. Владивостока, которую в то время возглавлял педагог-новатор Н. Н. Дубинин; работала в школе-интернате пионервожатой и воспитателем.
В 1979 году Орлова перешла на работу в органы КПСС, где вплоть до 1990 года занимала должности инструктора Советского райкома КПСС, заведующей отделом Фрунзенского районного Совета, заведующей сектором Приморского крайкома КПСС по физкультуре и спорту.
В 1990—1993 годах — вице-президент, генеральный директор Приморской краевой женской коммерческой благотворительной организации ТОО «АННА» во Владивостоке, открывшей учебный центр по переквалификации и туристический центр и издававшей совместно с краевым Советом газету для женщин «Анна».
В 1991 году окончила Хабаровскую высшую партийную школу, курсы женщин-предпринимателей при Академии народного хозяйства при Правительстве РФ.

### Москва
В 1993 году Орлова была избрана депутатом Государственной Думы РФ I созыва по общефедеральному списку политического движения «Женщины России». Являлась членом комитета Госдумы по бюджету, налогам, банкам и финансам, членом фракции «Женщины России».
В 1995 году избирательным объединением «Женщины России» Орлова была выдвинута кандидатом в депутаты Государственной думы по Арсеньевскому одномандатному избирательному округу № 49 Приморского края. Победила на выборах, набрав 23,56 % ,
В П Ломакин (КПРФ) набрал 22,79 %;
В И Черепков (За народовластие !) набрал 18,35 %;
Н В Марковцев (Яблоко) 7,76 %; Ю Д Сидов (Наш дом Россия) 1,84 %.
В 1998 году премьер-министр Сергей Кириенко предложил Орловой пост председателя Государственного комитета РФ по рыболовству, однако она отказалась, поскольку баллотировалась на пост губернатора Приморского края, но была снята с регистрации в 1999 году за невнесение в декларацию о доходах сведений о квартире в Москве и земельном участке в Подмосковье, записанных на её мужа.
В бытность Евгения Наздратенко губернатором Приморского края в 1993—2001 годах была известна как его оппонент.
В 2000—2001 годах — вице-президент ЗАО НПО «Кросна», занимающегося спутниковой связью и цифровыми технологиями.
В ноябре 2001 года избрана членом Совета Федерации от Совета народных депутатов Кемеровской области, по инициативе Амана Тулеева, с которым Орлова неоднократно ранее встречалась в бюджетном комитете Государственной Думы РФ при обсуждении финансовых вопросов Кемеровской области. Это было сделано несмотря на то, что о ней ничего не известно в Кузбассе, и она никогда не посещала область в качестве публичного политика. Председатель Кемеровского облсовета Геннадий Дюдяев пояснил, что с избранием «не коренного кузбассовца» регион может только выиграть: «Там нам нужен человек, который вхож в разные коридоры власти… В своё время некоторым депутатам уже приходилось обращаться к Орловой за помощью».
В январе 2004 года Орлова была избрана заместителем Председателя Совета Федерации. Вошла в состав Комитета Совета Федерации по бюджету. Являлась полномочным представителем Совета Федерации в Государственной Думе, в Комиссии Правительства Российской Федерации по законопроектной деятельности. Представляла Совет Федерации в координационных и совещательных органах при президенте Российской Федерации, Правительстве Российской Федерации, федеральных органах исполнительной власти.
В 2005 году в Российской экономической академии имени Г. В. Плеханова Орлова защитила кандидатскую диссертацию на тему «Налоги в механизме государственного регулирования инвестиций в России» и получила учёную степень кандидата экономических наук. Оппоненты ставили под сомнение её авторство, поскольку на написание и защиту столь объёмного труда она потратила рекордно короткие сроки.
В «Единой России» Орлова являлась куратором скандально известной программы Виктора Петрика «Чистая вода».
Бывший член Бюро Высшего совета «Единой России». Председатель Комиссии Президиума Генерального совета партии по рассмотрению жалоб граждан, исключённых из членов партии.

### Владимирская область
24 марта 2013 года указом президента Российской Федерации назначена временно исполняющим обязанности губернатора Владимирской области. 8 сентября 2013 года одержала победу на губернаторских выборах, получив 74,73 % голосов избирателей. 23 сентября 2013 года официально вступила в должность губернатора.
С 10 ноября 2015 по 6 апреля 2016 — член президиума Государственного совета Российской Федерации.
В единый день голосования 9 сентября 2018 года набрала 36,42 % голосов избирателей, участвовавших в выборах, и вышла во второй тур с кандидатом от ЛДПР Владимиром Сипягиным. Второй тур выборов прошёл 23 сентября. За три дня до второго тура выборов Орлова попросила поддержки у населения и частично признала ошибки своей деятельности на посту губернатора Владимирской области. Проиграла выборы, получив 37,46 %, Сипягин получил 57,03 %.
Её полномочия закончились 8 октября 2018 года, в день инаугурации нового губернатора.
23 ноября 2018 года Совет Федерации назначил Светлану Орлову аудитором Счётной палаты Российской Федерации.
На основании решения, принятого делегатами XVIII съезда политической партии «Единая Россия» проходившего 7—8 декабря 2018 года, Светлана Орлова исключена из состава Высшего совета партии.

## Прочие должности
Член Президиума генсовета Всероссийской политической партии «Единая Россия», член регионального политического совета Кемеровского регионального отделения партии. Председатель Комиссии Президиума генсовета партии по рассмотрению жалоб граждан, исключённых из членов партии, председатель Комиссии Президиума генсовета партии по взаимодействию с общественными объединениями производственной сферы.
Является вице-председателем Бюро Конгресса местных и региональных властей Совета Европы (выдвинута крупнейшей политической фракцией Конгресса — «Европейской народной партии/Христианские демократы»). Возглавляет российскую делегацию в Конгрессе местных и региональных властей Совета Европы.

## Критика
Политик и предприниматель Михаил Прохоров обвинил Орлову в том, что по её требованию конкурент от «Гражданской платформы» Александр Филиппов был силой отстранён от губернаторских выборов; было возбуждено дело и против отца Филиппова. Прохоров также считает, что Орлова инициировала регистрацию на выборах «Гражданской позиции» — партии-спойлера, схожей по наименованию и символике с «Гражданской платформой», а также выдвижение от этой партии однофамильца Филиппова.
Российская пресса, как федеральная, так и непосредственно из Владимирской области, часто критиковала Орлову за массу предвыборных обещаний, которые она не выполнила, заняв должность губернатора. В частности, в 2013 году Орлова заявляла, что «никакого мусора из Московской области во Владимирской области не будет». Однако впоследствии поддержала концепцию строительства завода по переработке мусора в Киржачском районе области, который должен был принимать в том числе отходы от программы реновации жилья, действующей в Москве. Данная концепция встретила резкое противодействие жителей района, экологов и учёных.
СМИ отмечают любовь Светланы Юрьевны к преувеличениям собственных заслуг: губернатор округляет и делает это только в свою пользу. Например, заявляла, что до 2025 года будет построено 37 школ, хотя в плане строительства значилось только 24. В другой раз отчиталась, что из аварийного фонда были переселены 4000 жильцов, фактически же — 3382.
Бывший сенатор Константин Добрынин писал, что «Орлова была известна в Совете Федерации как „хлопальщица“. Хлопала она всегда много, неистово, но самое главное: хлопать она всегда начинала первой. Секрет был прост: когда президент ещё не успевал закончить мысль, она уже поднимала локти на уровень груди, раздвигала руки и начинала бить в ладоши. Именно бить — не хлопать. Иногда сопровождая это громкими выкриками „Браво!“ или „Верно!“ с места. Самое важное было, чтобы её заметили. И президент замечал».
В одном из выступлений посетовала, что «Америка до сих пор не рассчиталась по Ленд-лизу»

## Награды
- Орден «За заслуги перед Отечеством» III степени (21 декабря 2023) — за большой вклад в укрепление государственного финансового контроля и многолетнюю добросовестную работу[36].
- Орден «За заслуги перед Отечеством» IV степени (25 октября 2014) — за большой вклад в социально-экономическое развитие области и многолетнюю добросовестную работу[37].
- Орден Почёта[17].
- Медаль ордена «За заслуги перед Отечеством» II степени[17].
- Медаль «В память 850-летия Москвы»[17].
- Медаль «В память 1000-летия Казани»[17].
- Почётная грамота Президента Российской Федерации[17].
- Медаль Столыпина П. А. II степени[17].
- Благодарность Президента Российской Федерации (30 декабря 2003) — за активное участие в законотворческой деятельности
- Почётная грамота Правительства Российской Федерации[17].
- Благодарности Правительства Российской Федерации, председателя Совета Федерации Федерального Собрания Российской Федерации[17].
- Орден «Дружба» (2 мая 2009, Азербайджан) — за особые заслуги в укреплении сотрудничества и взаимных связей между Азербайджанской Республикой и Российской Федерацией[38].
- Медаль «За заслуги перед Владимирской областью» (2 ноября 2024)— за большой вклад в социально-экономическое развитие области
- Награды Кемеровской области[17].
- Знак «За заслуги в развитии ОАО „Российские железные дороги“» I степени[17].
- Знак «Почётный железнодорожник»[17].
- Орден «Содружество» (17 ноября 2005, Межпарламентская ассамблея СНГ) — за активное участие в деятельности Межпарламентской Ассамблеи и её органов, вклад в укрепление дружбы между народами государств — участников Содружества[17][39].
- Медаль «За укрепление парламентского сотрудничества» (27 ноября 2014, Межпарламентская ассамблея СНГ) — за особый вклад в развитие парламентаризма, укрепление демократии, обеспечение прав и свобод граждан в государствах — участниках Содружества Независимых Государств[40].
- Медаль «МПА СНГ. 25 лет» (27 марта 2017, Межпарламентская ассамблея СНГ) — за заслуги в деле развития и укрепления парламентаризма, за вклад в развитие и совершенствование правовых основ функционирования Содружества Независимых Государств, укрепление международных связей и межпарламентского сотрудничества[41].
- Лауреат национальной премии общественного признания достижений женщин «Олимпия» Российской Академии бизнеса и предпринимательства[42] в 2005
- Орден преподобного Сергия Радонежского II степени (2014)[43].
- Орден Золотого тирольского орла (23 июня 2016)[44].
- Орден Почёта (2009, Южная Осетия) — за заслуги в деле поддержания мира и стабильности на Кавказе, активное участие в отстаивании независимости и территориальной целостности Республики Южная Осетия, защите прав и свобод её жителей[45]
- Орден Дружбы (27 мая 2016, Южная Осетия)[46]
- Благодарность Правительства Российской Федерации (8 февраля 2024) — за достигнутые трудовые успехи и многолетнюю добросовестную работу

## Семья
Замужем, имеет сына, троих внуков.
- Муж Виктор Владимирович Орлов — в прошлом капитан дальнего плавания, возглавляет НП «Юнипартнёрмарин»[48][49].
- Сын Владимир Викторович Орлов (род. 1979), выпускник МГУ, работал в органах налоговой полиции, в 2003—2008 годах — сотрудник департамента экономической безопасности МВД РФ, капитан милиции[12][50][51][52]. По информации прессы, сын Орловой вместе с коллегами по МВД занимался в 2000-х годах незаконной конфискацией товара у предпринимателей и последующей его продажей[53][54]. Журналист Ирек Муртазин утверждает, что Владимир Орлов был фактическим руководителем милицейской «бригады», разорившей литовского бизнесмена[55]. После МВД Орлов работал советником генерального директора корпорации «Олимпстрой», но уволился из неё по собственному желанию[21][50][56].

## Увлечения
В свободное время играет в большой теннис. Во время публичных мероприятий не раз заявляла о любви к пению.